# Newton-kráter (Mars)
A Newton kráter nagyméretű, csaknem 300 kilométer átmérőjű becsapódási kráter a Mars bolygón. A kráterekkel sűrűn lyuggatott Terra Sirenum régióban található, a Phaethontis-négyszögben, a bolygó egyenlítőjétől délre. 1973-ban nevezte el a Nemzetközi Csillagászati Unió Naprendszerbeli Elnevezések Munkacsoportja, Isaac Newton fizikusról.

## Leírása
A Newtont létrehozó becsapódás több mint hárommilliárd évvel ezelőtt történt. Medencéje számos kisebb krátert tartalmaz, és különös érdekessége, hogy vízmosásszerű formációk is láthatók benne, amelyek azt jelzik, hogy valamikor folyékony víz lehetett itt. Számos apró csatorna is van a kráterben, amelyek szintén folyékony víz valamikori jelenlétét jelezhetik. Alakjuk, elhelyezkedésük és más, feltevések szerint vízjeget tartalmazón formációkkal való feltételezett interakciójuk alapján a vízmosásformációkat folyó víz vájhatta ki. Ez kutatások témája. Ahogy felfedezték ezeket a formációkat, máris megindult a kutatás, hogy nem fedezhetők-e fel bennük változások. 2006-ra fel is fedeztek ilyen változásokat. A későbbi analízis azonban azt mutatta, hogy ezeket szilárd részecskék mozgása és nem folyóvíz okozhatta. A folytatódó megfigyelések sok újabb változást találtak a Gasa kráterben és másutt. Egyre több megfigyelési adat halmozódott fel, és mivel a változások a téli és a tavaszi időszakban történnek, a szakértők úgy vélik, hogy szárazjég lehet az okozójuk. A felvételek szerint ez az aktivitás egybeesett a szezonális széndioxid fagy képződésével, és olyan hőmérsékleteken történt, amelyeken a víz nem folyékony halmazállapotú. Amikor a szárazjég gáz halmazállapotúvá válik, elősegítheti a száraz anyag mozgását, különösen a meredek lejtőkön.

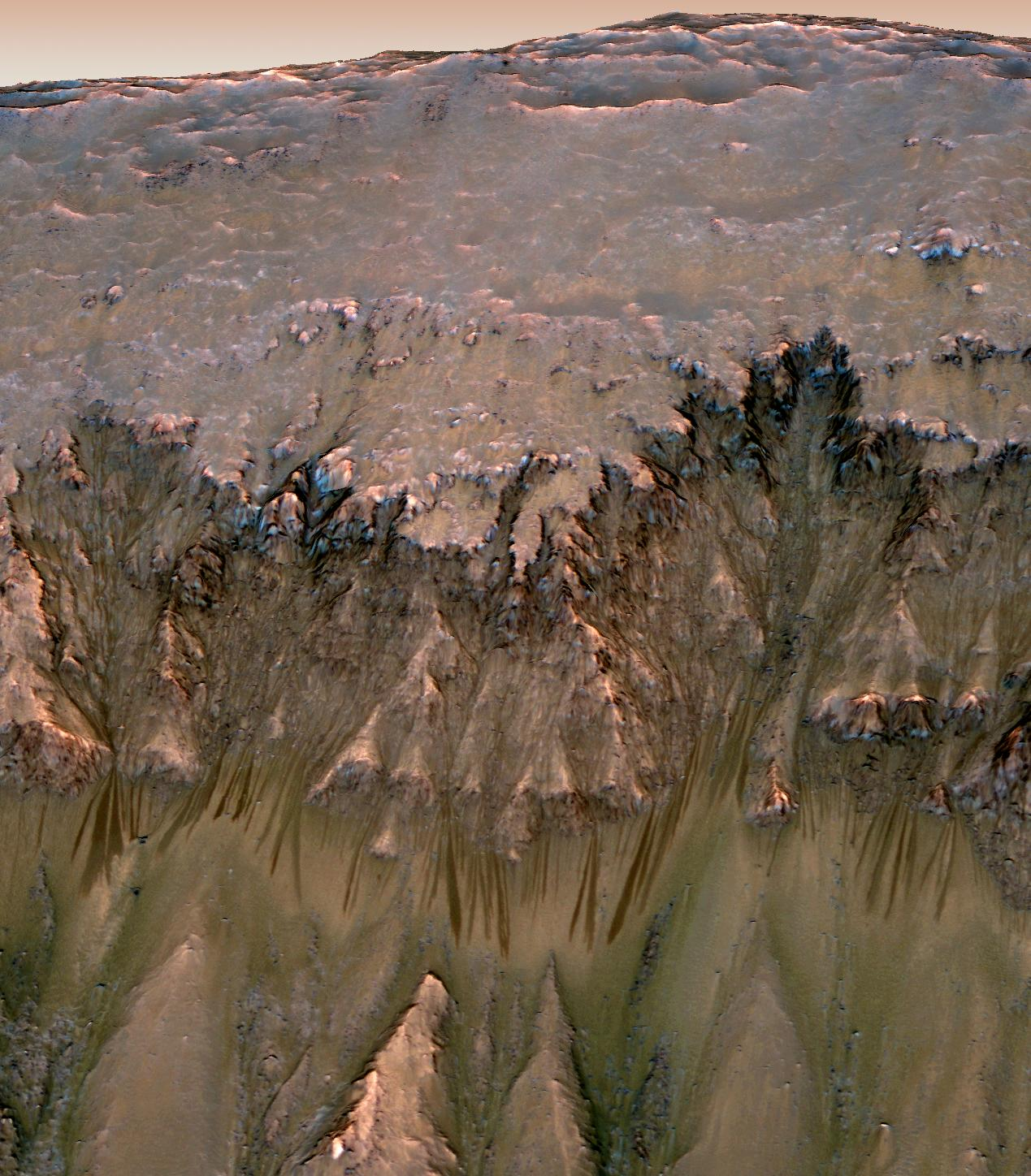
A Newton kráter szezonális folyásai a meleg évszakban

2011-ben bejelentették, hogy a NASA Mars Reconnaissance Orbiter nevű szondájának felvételei szerint a Mars legmelegebb hónapjaiban lehetnek a bolygón szezonális vízfolyások. A felvételek a Newton kráterről,a  Horowitzról, és más kráterekről készültek.

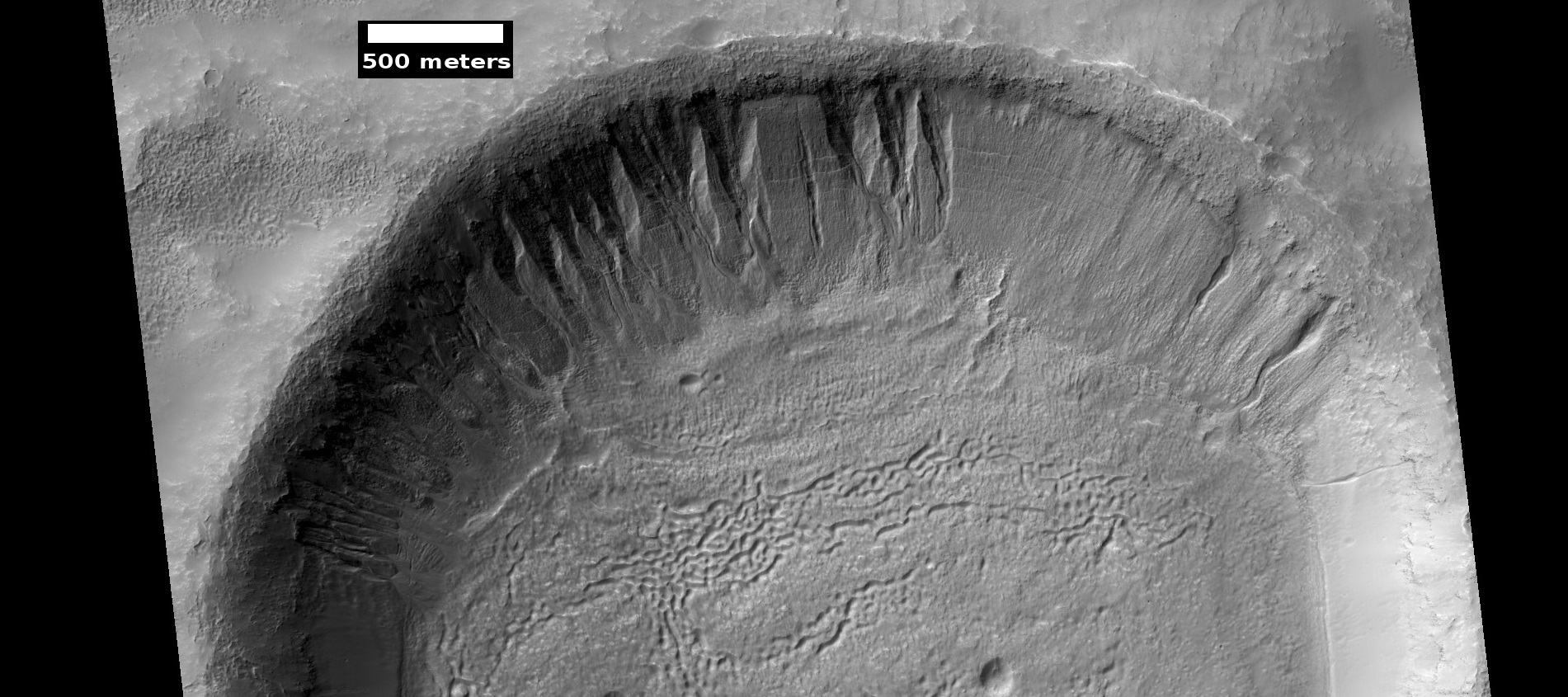
Vízmosások a Newton kráter peremén, ahogy a HiRISE látta, a HiWish programban

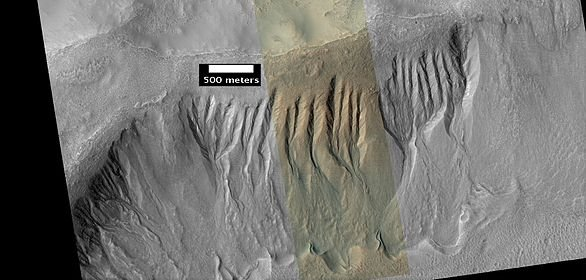
Vízmosások a Newton kráter közelében, ahogy a HiRISE látta, a HiWish programban

## Fordítás
- Ez a szócikk részben vagy egészben  a   Newton (Martian crater) című angol Wikipédia-szócikk ezen változatának fordításán alapul.  Az eredeti cikk szerkesztőit annak laptörténete sorolja fel. Ez a jelzés csupán a megfogalmazás eredetét és a szerzői jogokat jelzi, nem szolgál a cikkben szereplő információk forrásmegjelöléseként.